# Svansele dammängar
Svansele dammängar är ett naturreservat i Norsjö kommun i Västerbottens län.
Området är naturskyddat sedan 1972 och är 96 hektar stort. Reservatet består av sank ängsmark som regelbundet översvämmas.